# Roman Svichkar
Roman Yuriyovych Svichkar (en ucraniano: Роман Юрійович Свічкар; Járkov, 18 de junio de 1993) es un deportista ucraniano que compite en esgrima, especialista en la modalidad de espada.
Ganó dos medallas en el Campeonato Mundial de Esgrima, plata en 2019 y bronce en 2018, y una medalla de oro en el Campeonato Europeo de Esgrima de 2025.
Participó en los Juegos Olímpicos de Tokio 2020, ocupando el sexto lugar en la prueba por equipos.

## Palmarés internacional
| Campeonato Mundial | Campeonato Mundial | Campeonato Mundial | Campeonato Mundial |
| Año                | Lugar              | Medalla            | Prueba             |
| ------------------ | ------------------ | ------------------ | ------------------ |
| 2018               | Wuxi (China)       | Medalla de bronce  | Espada individual  |
| 2019               | Budapest (Hungría) | Medalla de plata   | Espada por equipos |
| Campeonato Europeo |                    |                    |                    |
| Año                | Lugar              | Medalla            | Prueba             |
| 2025               | Génova (Italia)    | Medalla de oro     | Espada individual  |